# Palácio Petrovsky

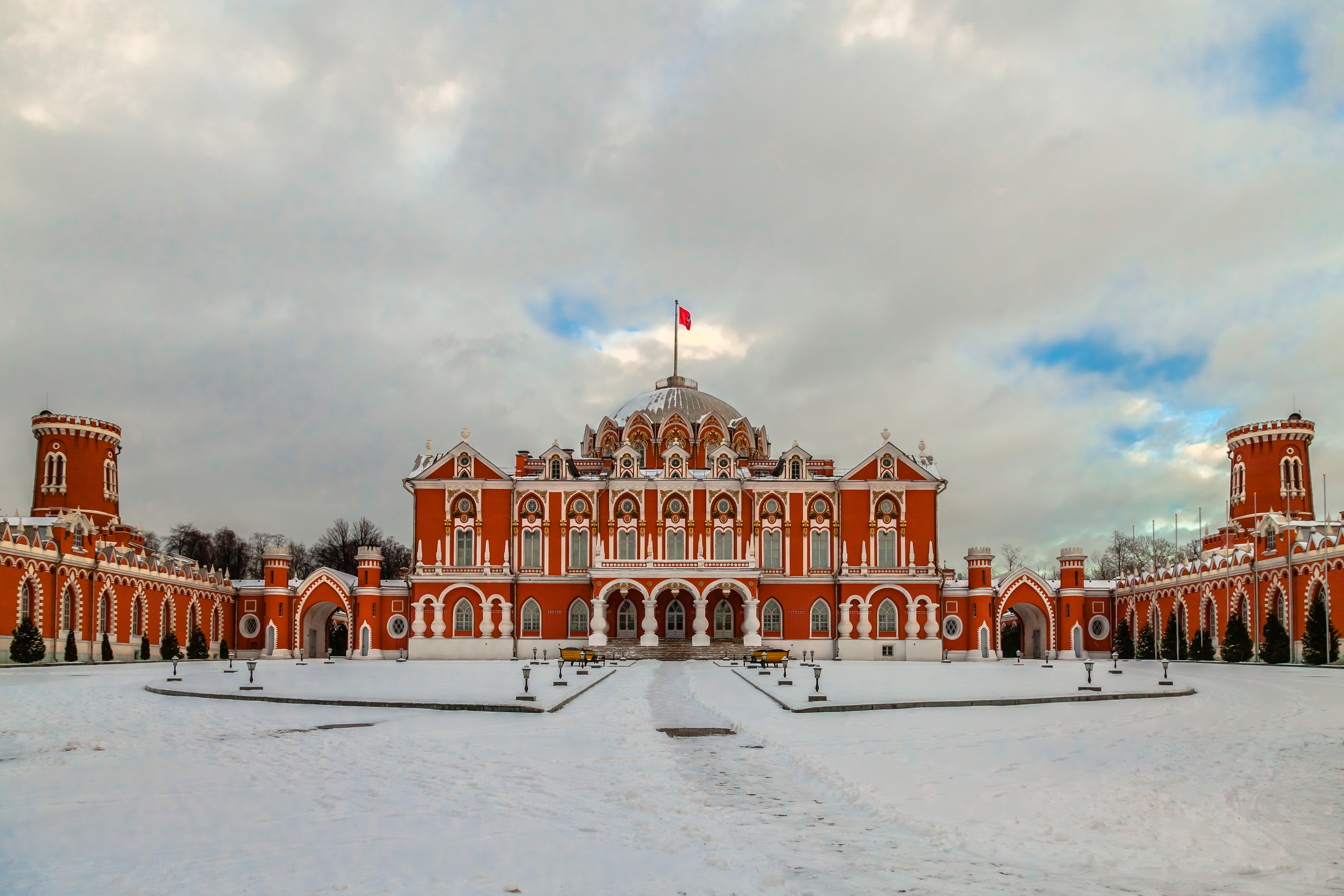
Palácio Petrovsky

Palácio Petrovsky ou Palácio Petroff, é um palácio localizado em Moscovo no Prospecto Leningradsky. Foi fundado em 1780 sob as ordens de Catarina, a Grande.

## História
Na década de 1770 Catarina, a Grande, solicitou a construção de um novo palácio. Ela contratou o arquitecto neoclássico Matvey Kazakov. A construção começou em 1776 e o palácio foi inaugurado no dia 3 de novembro de 1780, porém a construção continuou até 1782. Catarina visitou o palácio apenas uma vez, em 1785.
Em 1812, Napoleão abrigou-se brevemente no palácio para escapar ao incêndio de Moscovo em 1812.